# كوخ بن غوريون

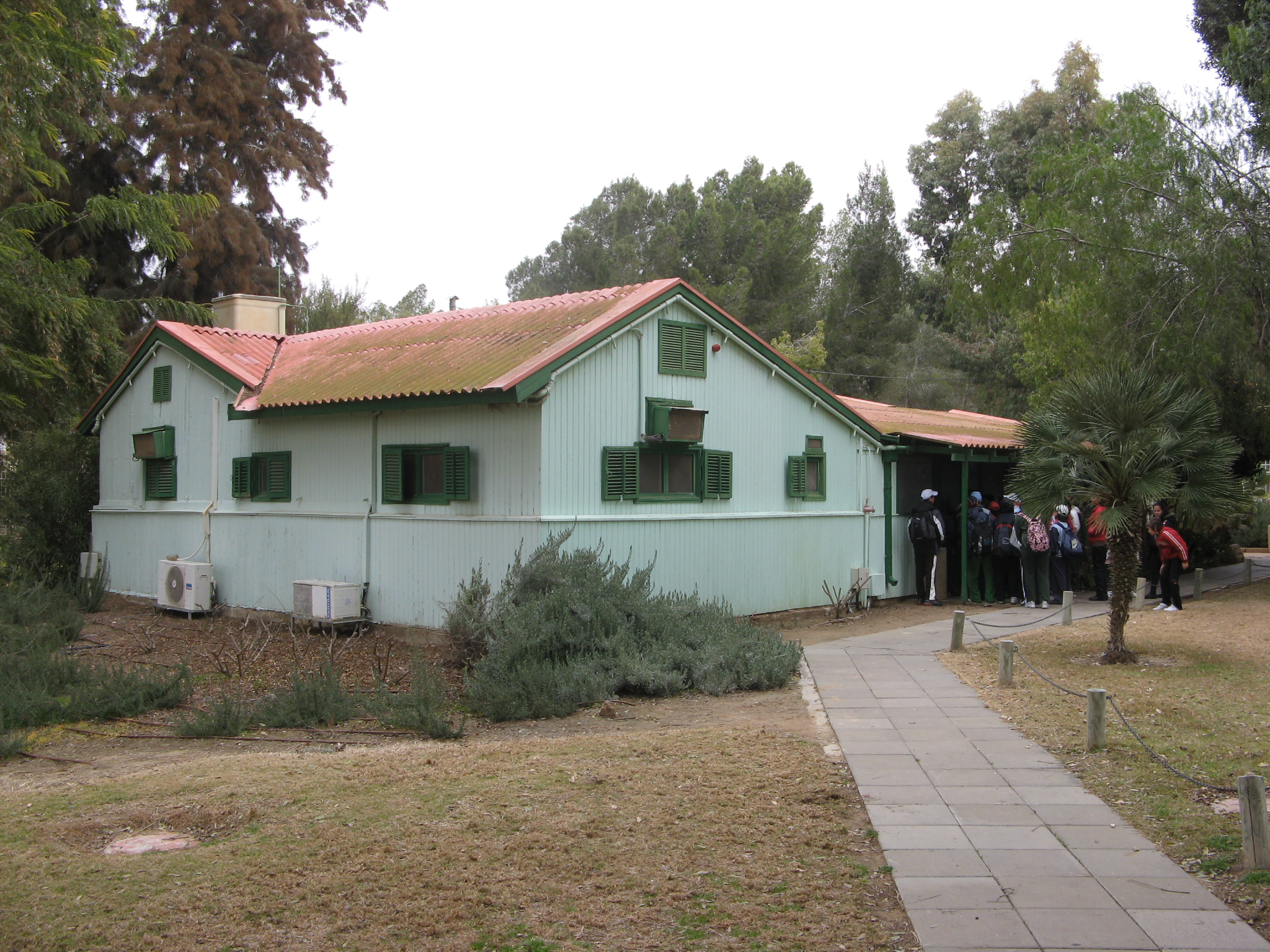
كوخ بن غوريون

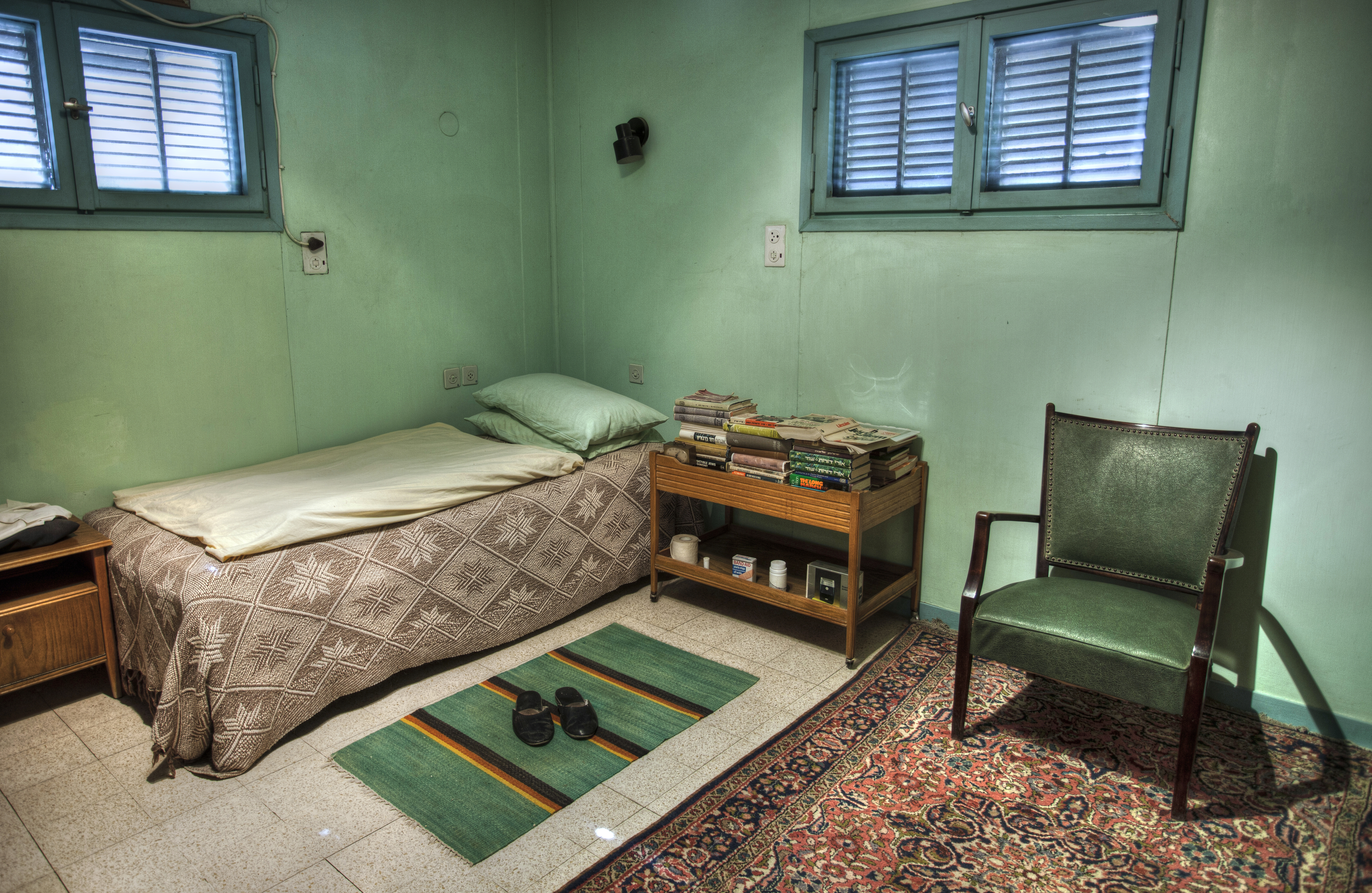
غرفة دافيد بن غوريون في الكوخ

كوخ بن غوريون (بالعبرية: צריף בן גוריון‏) - تسريف بن غوريون) هو منزل تقاعد رئيس الوزراء الإسرائيلي دافيد بن غوريون وزوجته باولا (بولا) من عام 1953 حتى وفاة بن غوريون في عام 1973.
«الكوخ» الواقع في كيبوتس سديه بوكير، تم الحفاظ عليه تمامًا كما تركه بن غوريون وهو الآن بمثابة متحف مع مركز للزوار يديره معهد بن غوريون للتراث.

## انتقال بن غوريون
في عام 1952، في جولة في جنوب إسرائيل، مر بن غوريون بمجتمع صغير به كوخ وبضع خيام فقط - سديه بوكير. وتوقف للترحيب بمؤسسي المجتمع، والذي يؤمن بن غوريون أنهم يقدمون خدمة جليلة للدولة حديثة التأسيس من خلال استعادة الصحراء. وبعث لاحقا برسالة إلى المجتمع يتمنى لهم التوفيق فيها ويوثق فيها «غيرته» من أسلوب حياتهم المتواضع. 
وفي عام 1953، انضم بن غوريون وزوجته إلى الكيبوتس وانتقلا إلى المنزل. ويمكن أن يُعزى انتقاله هناك إلى رغبة بن غوريون في استيطان صحراء النقب وتقديم نفسه كقدوة للآخرين. وبالإضافة إلى ذلك، كان يرغب في الابتعاد عن ضغوط وظيفته والانتقال إلى جزء بعيد من الصحراء. 

## عودته إلى رئاسة الوزراء
وفي عام 1955، أعيد انتخاب بن غوريون رئيسًا للوزراء. وطوال فترة ولايته التي استمرت حتى عام 1963، أقام بن غوريون في منزله في سديه بوكير، واستمر في العيش هناك حتى وفاته عام 1973. 

## اليوم
طلب بير بن غوريون في وصيته، أن يبقى المنزل وكل شيء بداخله على حاله وأن يفتح للجمهور.  وتم بناء متحف يوثق حياة وكتابات بن غوريون في موقع الكوخ ويستقطب الكثير من السياح كل عام. ويتم التركيز بشكل خاص على رؤية بن غوريون لإعمار واستيطان صحراء النقب.